# Wolfgang Fahrian
Wolfgang Fahrian (født 31. maj 1941 i Blaustein, Tyskland, død 13. april 2022) var en tysk fodboldspiller (målmand).
Han spillede på klubplan sin i alt 16 år lange karriere hos SSV Ulm, Hertha Berlin, 1860 München, Fortuna Düsseldorf og Fortuna Köln..
Fahrian repræsenterede desuden ti gange Vesttysklands landshold. Han var den tyske førstemålmand ved VM i 1962 i Chile, og spillede alle tyskernes fire kampe i turneringen.